# 1500e à 1001e millénaires avant le présent
3000e à 2501e millénaires AP |
2500e à 2001e millénaires AP |
2000e à 1501e millénaires AP |

1500e à 1001e millénaires avant le présent
|
1000e à 701e millénaires AP |
700e à 501e millénaires AP |
500e à 401e millénaires AP

Cet article traite de l’histoire évolutive de la lignée humaine entre 1,5 et 1 million d’années (Ma) avant le présent (AP). L'Afrique, le Moyen-Orient, et l'Inde connaissent une évolution de l’industrie lithique, avec la diffusion des bifaces et des hachereaux, caractéristiques de l'Acheuléen. Cette industrie, apparue en Afrique de l'Est il y a 1,76 million d’années, atteint l’Inde vers 1,5 million d’années. En Europe, les humains, attestés il y a 1,5 Ma en Bulgarie et 1,4 Ma en Espagne, n'adoptent progressivement l'Acheuléen qu'à partir de 800 000 ans AP.

## Évènements

### Afrique

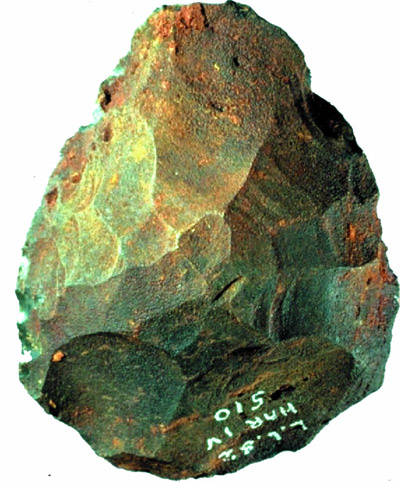
Biface en obsidienne de Melka Kunture (Éthiopie)

- De 1,7 à 1,3 million d’années avant le présent (AP) : période oldowayenne du complexe de Melka Kunture en Éthiopie, sur les sites de Karré, Gomboré I, et Garba IV. Les couches stratigraphiques acheuléennes sont plus tardives[2].
- 1,5 million d'années AP : le locus FxJj 20 du site de Koobi Fora, sur la rive est du lac Turkana, au Kenya, a livré des traces d'utilisation du feu : sédiment, pierres et ossements brulés[3].
- 1,45 million d'années AP : le locus KGA 10 du site de Konso Gardula, situé à l'est de la vallée de l'Omo, en Éthiopie, a livré des fossiles fragmentaires d'Homo ergaster et un crâne partiel de Paranthropus boisei. Les bifaces de cette époque sont de meilleure facture, plus symétriques, que les pièces plus anciennes, notamment grâce à l'emploi de la méthode Kombewa, et peut-être aussi grâce à l'apparition de la technique du percuteur tendre[4].
- Entre 1,4 et 1,25 million d’années AP : OH 9, abréviation anglophone pour Hominine d'Olduvaï 9, désigne une calotte crânienne fossile d'Homo ergaster, trouvée en 1960 par les paléoanthropologues Louis et Mary Leakey dans les gorges d'Olduvaï, en Tanzanie. OH 9, dont la datation demeure imprécise, serait le plus ancien fossile humain connu ayant un volume endocrânien supérieur à 1 000 cm3.

### Amérique
- 1,3 million d’années AP : traces de pas humains dans des cendres volcaniques découvertes à Cerro Toluquilla, au Mexique, datées par une première estimation de 38 000 ans av. J.-C. Une analyse de la roche volcanique par la méthode Argon 40/Argon 39 donne une datation de 1,3 million d'années, confirmée par le paléomagnétisme[5].

### Asie

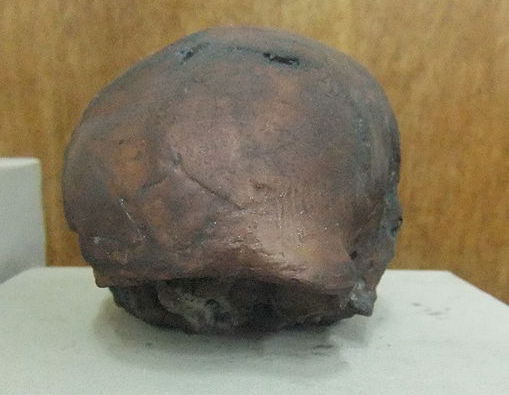
Enfant de Mojokerto

- 1,5 million d'années AP : le site d'Attirampakkam, en Inde, a livré les plus anciens outils lithiques acheuléens connus hors d'Afrique.
- 1,45 million d'années AP : calvarium fossile de l'Enfant de Mojokerto, aussi noté Perning 1, trouvé en 1936 à Java oriental (Indonésie) par l'équipe du paléoanthropologue germano-néerlandais Gustav von Koenigswald. L'enfant, mort entre 1 et 4 ans, montre un développement de la boite crânienne équivalent à celui d'un enfant moderne de 4 ans, ce qui indiquerait une croissance très rapide[6]. Il s'agit du fossile humain le plus ancien connu d'Indonésie. Depuis sa découverte, son attribution a fluctué entre les espèces Homo modjokertensis, Homo robustus et Homo erectus.
- Au moins 1,02 million d'années AP : 48 outils lithiques trouvés en 2005 sur le site de Wolo Sege, voisin de Mata Menge, dans le bassin de Soa, sur l'ile de Florès, en Indonésie. La couche archéologique est surmontée d'une couche volcanique datée en 2010 de 1,02 million d'années par la datation argon-argon[7]. Ces outils sont probablement attribuables à l'Homme de Florès, dont les plus anciens fossiles, trouvés en 2014 à Mata Menge, sont datés de 700 000 ans.

### Moyen-Orient

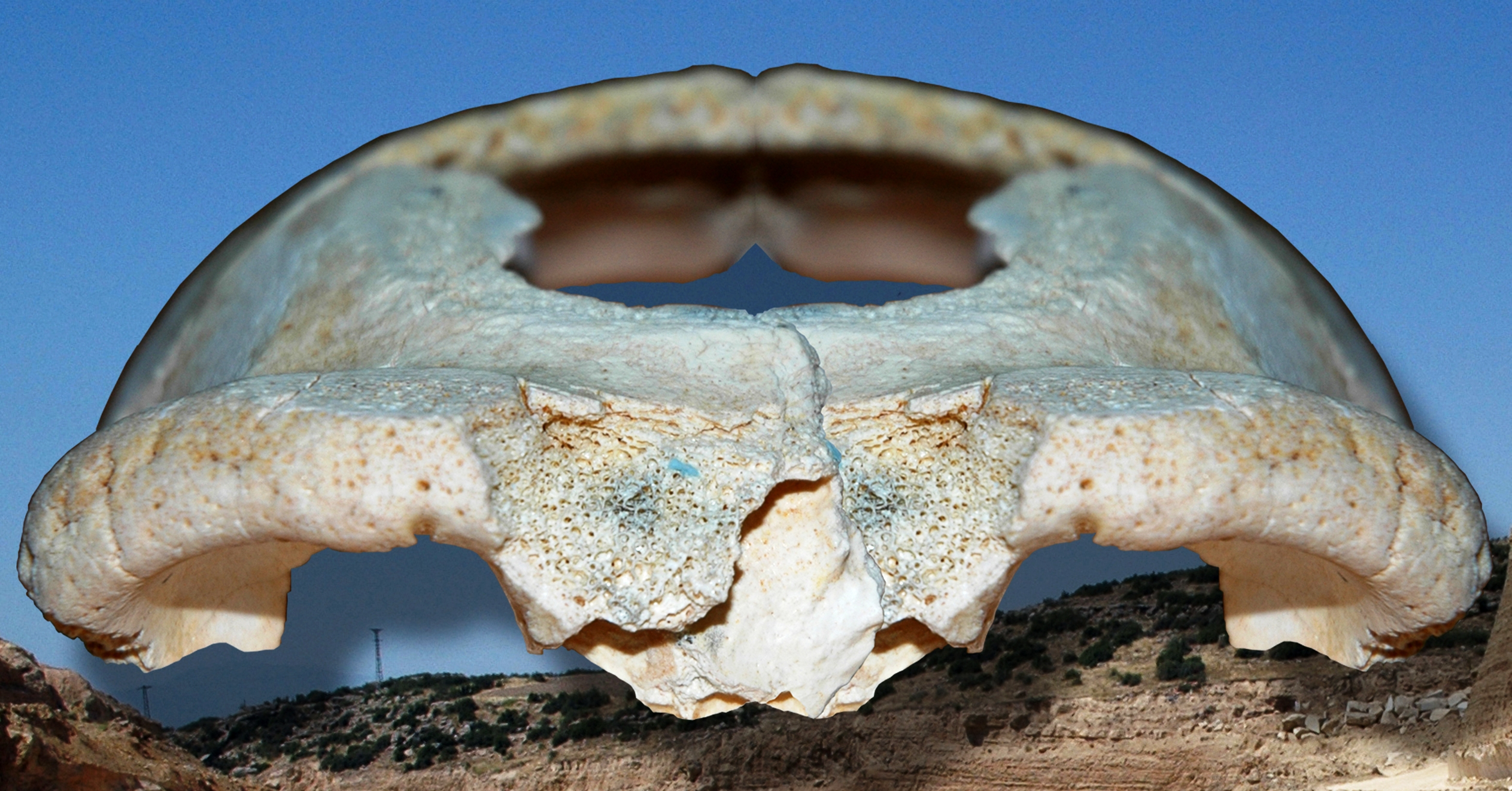
La calotte crânienne reconstituée de l'Homme de Kocabaş

- Entre 1,6 et 1,2 million d’années AP : Homme de Kocabaş, nom donné aux fragments fossiles d'une calotte crânienne, attribuée à un clade humain africain par la paléoanthropologue Amélie Vialet, autrement appelé Homo ergaster pour le différencier de l'Homo erectus asiatique. Il a été découvert en 2002 à Kocabaş, dans la province de Denizli, dans le Sud-Ouest de la Turquie. Il est plus ou moins contemporain des sites acheuléens à bifaces d'Anatolie Kaletepe Deresi 3 et Dursunlu, respectivement datés de 1,3 et 1,2 million d'années[8].
- 1,4 million d'années AP : le site d'Oubeidiyeh (Israël) livre l'un des plus anciens gisements d'outils lithiques acheuléens connus hors d'Afrique[9]. Le site de Sitt Markho, à l'embouchure du Nahr al-Kabir, en Syrie, est probablement contemporain[10].

### Europe
- 1,5 million d’années avant le présent (AP) : premier reste humain fossile connu en Europe. La grotte de Kozarnika, située dans le Nord-Ouest de la Bulgarie, a révélé 21 couches stratigraphiques, dont les plus profondes, datées de 1,4 à 1,6 million d'années, ont livré une molaire humaine, associée à une industrie lithique oldowayenne. Des os incisés datés d'environ 1 Ma pourraient être les plus anciens exemples connus de comportement symbolique humain.
- Entre 1,6 et 1,3 million d'années AP : le site de Pirro Nord, situé à Apricena (province de Foggia), dans les Pouilles, livre plus de 300 outils oldowayens en silex, datés par la biostratigraphie. Il s'agit des plus anciens vestiges lithiques connus en Italie[11].
- 1,4 million d'années AP : le fragment de calotte crânienne VM-0, ou Homme d'Orce, et la dent de l'Enfant d'Orce, associés à des outils de pierre oldowayens, ont été trouvés dans la région d'Orce, dans la province de Grenade, en Espagne[12].

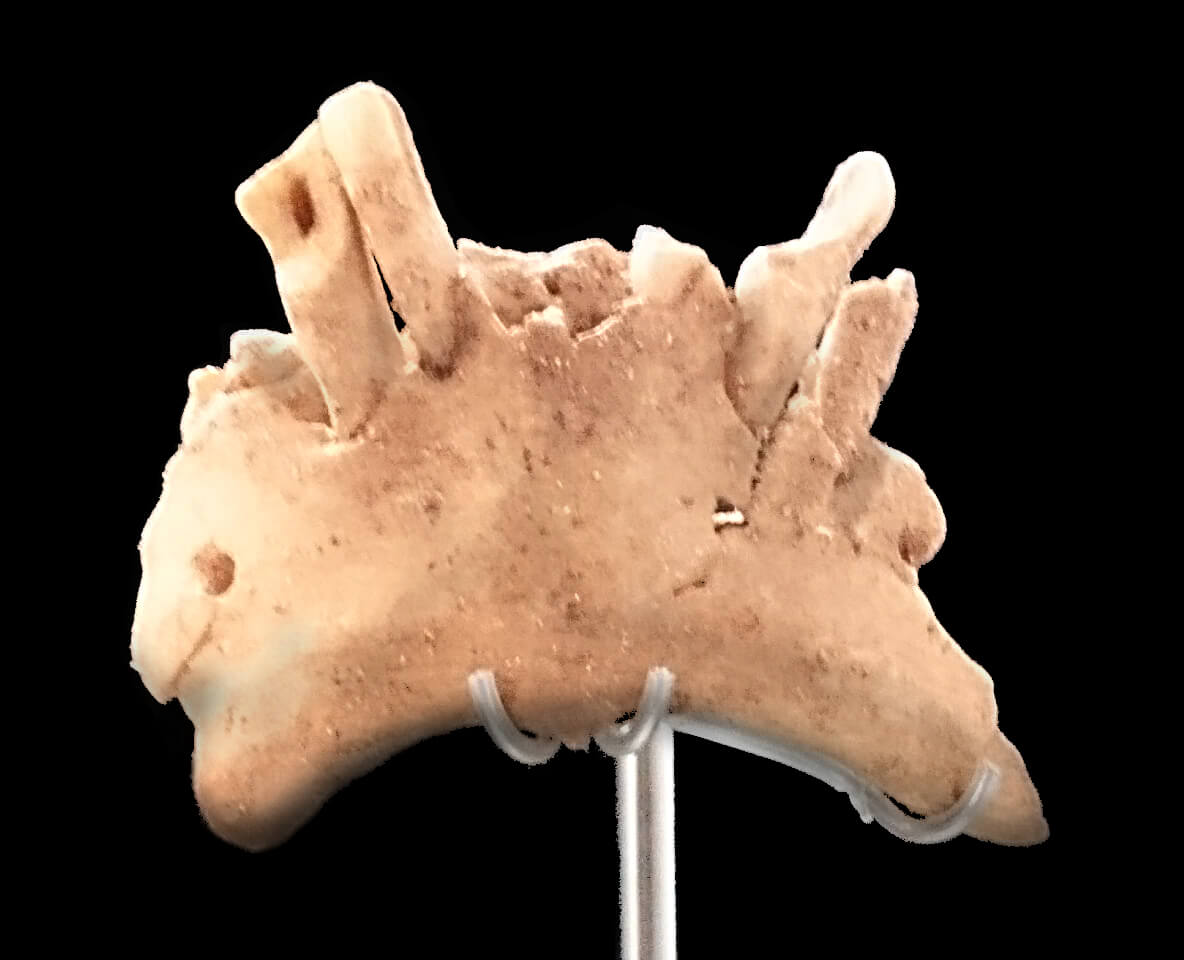
Mandibule de la Sima del Elefante

- 1,22 million d’années AP : la Sima del Elefante (Aven de l'Éléphant en français), dans le massif d'Atapuerca, près de Burgos (Nord de l'Espagne), a livré trois des plus anciens fossiles humains d'Espagne, une dent, un fragment de mandibule et une phalange, datés de plus de 1,22 million d'années. Ils sont associés à des os d'herbivores qui ont été travaillés et à une centaine d'outils de pierre oldowayens. Selon une étude menée par l'équipe du paléoanthropologue espagnol Eudald Carbonell, la mandibule, exhumée en 2007, pourrait appartenir à l'espèce Homo antecessor. Le fragment de mandibule est le plus ancien fossile humain conséquent trouvé en Europe.
- 1,15 million d’années AP : la grotte du Vallonnet, à Roquebrune-Cap-Martin (Alpes-Maritimes), découverte en 1958, livre certains des plus anciens outils lithiques connus en France, avec quatre éclats de taille et cinq outils sur galets, associés à des restes de mammouth méridional.
- De 1,2 à 1 million d’années AP : industrie lithique oldowayenne découverte en France sur les sites du Bois-de-Riquet, à Lézignan-la-Cèbe, dans l'Hérault (1,2 Ma), de la Terre-des-Sablons, à Lunery-Rosières, dans le Cher (1,15 Ma), Pont-de-Lavaud, à Éguzon-Chantôme, dans l'Indre (1,05 Ma), et Pont-de-la-Hulauderie, à Saint-Hilaire-la-Gravelle, dans le Loir-et-Cher (1 Ma)[1].